# Eurytoma querceticola
Eurytoma querceticola is een vliesvleugelig insect uit de familie Eurytomidae. De wetenschappelijke naam is voor het eerst geldig gepubliceerd in 1995 door Zerova.